# Bouzid Days
Bouzid Days (en arabe : بوزيد دايز) est une série télévisée algérienne en 22 épisodes de 30 minutes, créé par Djaffar Gacem et diffusée quotidiennement entre le 6 juin 2016 et le 19 juillet 2016 (durant le mois de ramadan) sur la chaîne de télévision El Djazairia One.

## Synopsis
La série raconte la vie quotidienne d'une famille algérienne à travers la famille du Dr. Hani Bouzid et les problèmes de la société algérienne contemporaine.

## Distribution

### Acteurs principaux
- Salah Aougrout : Dr. Hani Bouzid
- Houda Habib : Zahra
- Antar Hilal : Miloud
- Fatima Hellilou : Mani Kouki
- Hakim Zelloum : Mouhouch
- Numidia Lezoul : Fifi la star
- Fouad Abd el Wahab : Adem
- Mohamed Ali Ghamari : Rami

## Épisodes
- 1. فقدان الذاكرة (Perte de mémoire)
- 2. كلبش (Kelbech)
- 3. فيفي و الوحش (Fifi garou)
- 4. موحوش في ورطة (Mouhouch dans un pétrin)
- 5. أزمة إقتصادية ج1 (Crise économique part.1)
- 6. أزمة إقتصادية ج2 (Crise économique part.2)
- 7. السكن الإجتماعي (Logement social)
- 8. زيت السردوك (l'Huile de coq)
- 9. طبيب للجميع (Docteur pour tous)
- 10. حكاية كلب (Histoire de chien)
- 11. نظرية بوزيد (Bouzid antisismique)
- 12. تحاليل ميلود (Analyses de miloud)
- 13. المنظفة (Femme de ménage)
- 14. الجن (Maison hantée)
- 15. طريقة حميطوش (Méthode h'mitoche)
- 16. خطف سيزار (Kidnapping de césar)
- 17. سماعة ميلود (Moloud l'ampli)
- 18. الوريث (l'Héritier)
- 19. يجري كي لحصان (En forme comme un cheval)
- 20. فرار كونغ ج1 (Evasion de kong part.1)
- 21. فرار كونغ ج2 (Evasion de kong part.2)
- 22. بوزيد العاشر (Bouzid 10)